# 卓里奇定理
在数学分析中，卓里奇定理(Zorich's theorem)由В.А.卓里奇于1967年证明。1938年，米克哈尔·拉维仁特耶夫曾预测过该定理。

## 定理
每一个在一定区域内的同胚拟正则映射 ƒ : Rn → Rn 对于 n ≥ 3, 是一个 Rn的同胚.
事实上，当n = 2时不会出现更容易使用指数函数的情况。